# Macromolecules
Macromolecules es una revista científica revisada por pares publicada desde 1968 por la American Chemical Society. La frecuencia de publicación es bimensual y publica artículos de investigación originales en el campo de la química de polímeros.
De acuerdo con Journal Citation Reports, el factor de impacto de esta revista fue 4,539 en 2009. Según SCI Journal su factor de impacto para 2022 es de 5,985.
Actualmente el editor de esta publicación es Timothy P. Lodge, de la Universidad de Minnesota, en EE. UU.
Macromolecules está indexada actualmente en las bases de datos Scopus, EBSCOhost, PubMed, Ovid, Web of Science, y SwetsWise.